# Corinne Bailey Rae (álbum)
Corinne Bailey Rae é o álbum de estreia da cantora e compositora britânica Corinne Bailey Rae, lançado no Reino Unido em 27 de fevereiro de 2006, pela EMI. No resto do mundo o disco foi lançado nos meses seguinte de 2006. No Brasil, Corinne Bailey Rae chegou às lojas no mesmo dia da América do Norte, o álbum recebeu em 2007 o Disco de Ouro pelas vendas de 30 mil cópias no Brasil. Suas vendas até o momento superam a marca dos 4 milhões ao redor do mundo. Ele foi o segundo disco mais vendido por uma cantora britânica nos Estados Unidos com 1.9 milhão de cópias vendidas.
Corinne Bailey Rae estreou em primeiro lugar apenas no Reino Unido, incluindo as charts UK Albums Chart e UK R&B Chart, sendo sucesso no seu país, vendendo 600 mil cópias.
O álbum recebeu em 2007 três indicações ao Grammy, nas categorias "Best New Artist", "Record of the Year" e "Song of the Year" ("Put Your Records On"). Em 2008, recebeu uma indicação na categoria "Song of the Year" ("Like A Star"). Para divulgar o álbum Bailey Rae entrou em tour mundial pela América do Norte e Europa, durando um ano, e gravou um DVD com CD Bônus Live in London & New York.
| Críticas profissionais                                                      | Críticas profissionais |
| Avaliações da crítica                                                       | Avaliações da crítica  |
| Fonte                                                                       | Avaliação              |
| --------------------------------------------------------------------------- | ---------------------- |
| allmusic                                                                    | [ 1 ]                  |
| Blender                                                                     | [ 2 ]                  |
| Entertainment Weekly                                                        | (B)                    |
| Los Angeles Times                                                           | [ 4 ]                  |
| NME                                                                         | (6/10)                 |
| PopMatters                                                                  | (5/10)                 |
| Rolling Stone                                                               | [ 7 ]                  |
| Slant                                                                       | [ 8 ]                  |
| The Times                                                                   | (mixed)                |
| USA Today                                                                   | [ 10 ]                 |
| Esta tabela precisa de ser acompanhada por texto em prosa. Consulte o guia. |                        |

## Faixas
1. "Like a Star" (Corinne Bailey Rae) – 4:03
2. "Enchantment" (Rae, Rod Bowkett) – 3:57
3. "Put Your Records On" (Rae, John Beck, Steve Chrisanthou) – 3:35
4. "Till It Happens to You" (Rae, Pam Sheyne, Paul Herman) – 4:38
5. "Trouble Sleeping" (Rae, Beck, Chrisanthou) – 3:28
6. "Call Me When You Get This" (Rae, Steve Bush) – 5:04
7. "Choux Pastry Heart" (Rae, Teitur Lassen) – 3:57
8. "Breathless" (Rae, Marc Nelkin) – 4:15
9. "I'd Like To" (Rae, Tommy Danvers, Herman) – 4:08
10. "Butterfly" (Rae, Bowkett) – 3:53
11. "Seasons Change" (Rae, Steve Brown) – 4:55

### Edição Japonês eiTunes
1. "Another Rainy Day"
2. "Emeraldine"
3. "Put Your Records On" (Acoustic Version)
4. "Like a Star" (Acoustic Version)
5. "CD-Rom Video 1"
6. "CD-Rom Video 2"

### Edição Especial
1. "Since I've Been Loving You" ("Put Your Records On" DVD single)
2. "Emeraldine" ("Like a Star" CD 1)
3. "Munich" ("Trouble Sleeping CD 1)
4. "No Love Child" (previously unreleased)
5. "Enchantment" (Amp Fiddler Remix) ("Like a Star" CD 2)
6. "Venus as a Boy" (Q magazine)
7. "I'd Like To" (Weekender Mix) (previously unreleased)
8. "I Won't Let You Lie to Yourself" (previously unreleased)
9. "Another Rainy Day" ("Put Your Records On" CD single)
10. "Daydreaming" ("Like a Star" CD 2)

## Historia na Chart

### Posições na Charts
| Chart (2006)                    | Peak position |
| ------------------------------- | ------------- |
| Australian Albums Chart         | 54            |
| Austrian Albums Chart           | 7             |
| Belgian Albums Chart (Flanders) | 27            |
| Danish Albums Chart             | 18            |
| Dutch Albums Chart              | 8             |
| European Top 100 Albums         | 5             |
| French Albums Chart             | 26            |
| German Albums Chart             | 18            |
| Hungarian Albums Chart          | 32            |
| Irish Albums Chart              | 2             |
| Italian Albums Chart            | 13            |
| Japanese Albums Chart           | 29            |
| New Zealand Albums Chart        | 6             |

| Chart (2006)                          | Peak position |
| ------------------------------------- | ------------- |
| Polish Albums Chart                   | 35            |
| Portuguese Albums Chart               | 18            |
| Spanish Albums Chart                  | 11            |
| Swedish Albums Chart                  | 44            |
| Swiss Albums Chart                    | 8             |
| UK Albums Chart                       | 1             |
| UK R&B Albums Chart                   | 1             |
| Chart (2007)                          | Peak position |
| Canadian Albums Chart                 | 8             |
| U.S. Billboard 200                    | 4             |
| U.S. Billboard Top R&B/Hip-Hop Albums | 3             |
| U.S. Billboard Top Internet Albums    | 4             |

### Certificação
| País           | Certificado pela | Certificação | Vendas    |
| -------------- | ---------------- | ------------ | --------- |
| Brasil         | ABPD             | Ouro         | 30,000    |
| Canada         | Music Canada     | Platina      | 100,000   |
| Europa         | IFPI             | Platina      | 1,000,000 |
| França         | SNEP             | Ouro         | 75,000    |
| Alemanha       | IFPI             | Ouro         | 100,000   |
| Irlanda        | IRMA             | 2× Platina   | 30,000    |
| Países Baixos  | NVPI             | Ouro         | 30,000    |
| Nova Zealand   | RIANZ            | Ouro         | 7,500     |
| Espanha        | PROMUSICAE       | Ouro         | 40,000    |
| Suíça          | IFPI             | Ouro         | 15,000    |
| Reino Unido    | BPI              | 2× Platina   | 600,000   |
| Estados Unidos | RIAA             | Platina      | 1,900,000 |